# Povijesno društvo Koprivnica
Povijesno društvo Koprivnica osnovano je 23. travnja 1984. godine. Inicijator osnivanja društva je bio prof. dr. sc. Dragutin Feletar koji je na osnivačkoj skupštini bio izabran za dopredsjednika. Prvi predsjednik je bio dugogodišnji ravnatelj Muzeja grada Koprivnice i koprivnički povjesničar Franjo Horvatić, a tajnik dr. sc. Zorko Marković, arheolog i povjesničar tada zaposlen u koprivničkom muzeju. Početni rad društva bio je u uskoj vezi s Geografskim društvom Koprivnica, a početkom 90-tih godina 20. stoljeća suradnja je kratkotrajno ali učinkovito proširena i na Ekološko društvo Koprivnica te na koprivnički ogranak Matice hrvatske. 
Od 1986. do danas predsjednica Povijesnog društva je Ružica Špoljar, umirovljena ugledna nastavnica povijesti. Ovo je društvo sudjelovalo u realizaciji nekoliko knjiga, od kojih treba izdvojiti leksikon Križevčana i monografiju o hrvatskom povjesničaru ( Rudolf Horvat). Počasna članica društva je prof. dr. Mira Kolar-Dimitrijević. Objavljuje glasilo Scientia Podraviana kojemu je glavni urednik Mirko Lukavski.